# Evolução do Colégio dos Cardeais sob o pontificado de Pio IV
Abaixo está a evolução do colégio de cardeais durante o pontificado de Pio IV e a subsequente vaga vaga .

## Composição para consistório
| Consistóro                   | 1559 | 1565-66 |
| ---------------------------- | ---- | ------- |
| Julho 1517                   | 1    | 1       |
| Consistórios de Leão X       | 1    | 1       |
| Maio 1527                    | 1    |         |
| Março 1530                   | 1    |         |
| Novembro 1533                | 2    |         |
| Consistórios de Clemente VII | 4    |         |
| Dezembro 1534                | 2    | 1       |
| Maio 1535                    | 1    |         |
| Dezembro 1536                | 2    | 1       |
| Dezembro 1538                | 2    | 1       |
| Dezembro 1539                | 2    | 1       |
| Junho 1542                   | 2    | 2       |
| Dezembro 1544                | 7    | 4       |
| Dezembro 1545                | 3    | 1       |
| Julho 1547                   | 2    | 2       |
| Janeiro 1548                 | 1    | 1       |
| Abril 1549                   | 1    |         |
| Consistórios de Paulo III    | 25   | 14      |
| Maio 1550                    | 1    | 1       |
| Dezembro 1551                | 9    | 5       |
| Dezembro 1553                | 2    | 2       |
| Consistórios de Júlio III    | 12   | 8       |
| Junho 1555                   | 1    |         |
| Dezembro 1555                | 5    | 4       |
| Março 1557                   | 7    | 4       |
| Consistórios de Paulo IV     | 13   | 8       |
| Janeiro 1560                 |      | 2       |
| Fevereiro 1561               |      | 16      |
| Dezembro 1563                |      | 1       |
| Março 1565                   |      | 20      |
| Consistórios de Pio IV       |      | 39      |
| Total                        | 55   | 70      |

## Evolução durante o pontificado
| Data                    | Evento                                                                       | Total |
| ----------------------- | ---------------------------------------------------------------------------- | ----- |
| 5 de setembro de 1559   | Abertura do Conclave de 1559                                                 | 55    |
| 25 de novembro de 1559  | Morte do Cardeal Antoine Sanguin de Meudon (66 anos)                         | 54    |
| 1 de dezembro de 1559   | Morte do Cardeal Girolamo Recanati Capodiferro (57 anos)                     | 53    |
| 4 de dezembro de 1559   | Morte do Cardeal Girolamo Dandini (50 anos)                                  | 52    |
| 25 de dezembro de 1559  | Eleição papal do Cardeal João Ângelo de Médici com o nome de Pio IV          | 51    |
| 31 de janeiro de 1560   | criação de 3 Cardeais                                                        | 54    |
| 31 de janeiro de 1560   | Giovanni Antonio Serbelloni                                                  | 54    |
| 31 de janeiro de 1560   | Carlos Borromeu                                                              | 54    |
| 31 de janeiro de 1560   | Giovanni de 'Medici                                                          | 54    |
| 16 de fevereiro de 1560 | Morte do Cardeal Jean du Bellay (68 anos)                                    | 53    |
| 5 de março de 1560      | Morte do Cardeal Pedro Pacheco de Villena (71 anos)                          | 52    |
| 12 de agosto de 1560    | Morte do Cardeal Diomede Carafa (68 anos)                                    | 51    |
| 4 de dezembro de 1560   | Morte do Cardeal Jean Bertrand (78 anos)                                     | 50    |
| 2 de fevereiro de 1561  | Morte do Cardeal Giovanni Andrea Mercurio (43 anos)                          | 49    |
| 4 de fevereiro de 1561  | Morte do Cardeal Robert de Lénoncourt (76 anos)                              | 48    |
| 26 de fevereiro de 1561 | criação de 18 Cardeais                                                       | 66    |
| 26 de fevereiro de 1561 | Girolamo Seripando, O.S.A.                                                   | 66    |
| 26 de fevereiro de 1561 | Philibert Babou de la Bourdaisière                                           | 66    |
| 26 de fevereiro de 1561 | Ludovico Simonetta                                                           | 66    |
| 26 de fevereiro de 1561 | Mark Sittich von Hohenems                                                    | 66    |
| 26 de fevereiro de 1561 | Francesco Gonzaga                                                            | 66    |
| 26 de fevereiro de 1561 | Alfonso Gesualdo                                                             | 66    |
| 26 de fevereiro de 1561 | Gianfrancesco Gambara                                                        | 66    |
| 26 de fevereiro de 1561 | Marco Antonio Amulio                                                         | 66    |
| 26 de fevereiro de 1561 | Bernardo Salviati                                                            | 66    |
| 26 de fevereiro de 1561 | Stanisław Hozjusz                                                            | 66    |
| 26 de fevereiro de 1561 | Pietro Francesco Ferrero                                                     | 66    |
| 26 de fevereiro de 1561 | Antoine Perrenot de Granvelle                                                | 66    |
| 26 de fevereiro de 1561 | Luigi d'Este                                                                 | 66    |
| 26 de fevereiro de 1561 | Ludovico Madruzzo                                                            | 66    |
| 26 de fevereiro de 1561 | Innico d'Avalos d'Aragona                                                    | 66    |
| 26 de fevereiro de 1561 | Francisco Pacheco de Toledo                                                  | 66    |
| 26 de fevereiro de 1561 | Bernardo Navagero                                                            | 66    |
| 26 de fevereiro de 1561 | Girolamo di Corregio                                                         | 66    |
| 6 de março de 1561      | Morte do Cardeal Carlo Carafa (43 anos)                                      | 65    |
| 9 de agosto de 1561     | Morte do Cardeal Claude de Longwy de Givry (80 anos)                         | 64    |
| 22 de dezembro de 1561  | Morte do Cardeal Taddeo Gaddi (41 anos)                                      | 63    |
| 22 de abril de 1562     | Morte do Cardeal François de Tournon (73 anos)                               | 62    |
| 30 de junho de 1562     | Morte do Cardeal Bartolomé de la Cueva y Toledo (62 anos)                    | 61    |
| 20 de novembro de 1562  | Morte do Cardeal João de Médici (19 anos)                                    | 60    |
| 6 de janeiro de 1563    | criação de 2 Cardeais                                                        | 62    |
| 6 de janeiro de 1563    | Federico Gonzaga                                                             | 62    |
| 6 de janeiro de 1563    | Ferdinando de 'Medici                                                        | 62    |
| 2 de março de 1563      | Morte do Cardeal Ercole Gonzaga (57 anos)                                    | 61    |
| 17 de março de 1563     | Morte do Cardeal Girolamo Seripando, O.S.A. (69 anos)                        | 60    |
| 31 de março de 1563     | Renuncia do Cardeal Odet de Coligny de Châtillon                             | 59    |
| 26 de abril de 1563     | Morte do Cardeal Giacomo Puteo (68 anos)                                     | 58    |
| 2 de maio de 1564       | Morte do Cardeal Rodolfo Pio (64 anos)                                       | 57    |
| 6 de outubro de 1564    | Morte do Cardeal Guido Ascanio Sforza di Santa Fiora (45 anos)               | 56    |
| 27 de outubro de 1564   | Morte do Cardeal Cristoforo Guidalotti Ciocchi del Monte (80 anos)           | 55    |
| 28 de janeiro de 1565   | Morte do Cardeal Federico Cesi (64 anos)                                     | 54    |
| 21 de fevereiro de 1565 | Morte do Cardeal Federico Gonzaga (24 anos)                                  | 53    |
| 12 de março de 1565     | criação de 23 Cardeais                                                       | 76    |
| 12 de março de 1565     | Annibale Bozzuti                                                             | 76    |
| 12 de março de 1565     | Marco Antonio Colonna                                                        | 76    |
| 12 de março de 1565     | Tolomeo Gallio                                                               | 76    |
| 12 de março de 1565     | Angelo Nicolini                                                              | 76    |
| 12 de março de 1565     | Luigi Pisani                                                                 | 76    |
| 12 de março de 1565     | Prospero Pubblicola Santacroce                                               | 76    |
| 12 de março de 1565     | Zaccaria Delfino                                                             | 76    |
| 12 de março de 1565     | Marco Antonio Bobba                                                          | 76    |
| 12 de março de 1565     | Ugo Boncompagni (Futuro Papa Gregório XIII)                                  | 76    |
| 12 de março de 1565     | Alessandro Sforza di Santa Fiora                                             | 76    |
| 12 de março de 1565     | Simone Pasqua                                                                | 76    |
| 12 de março de 1565     | Flavio Fulvio Orsini                                                         | 76    |
| 12 de março de 1565     | Carlo Visconti                                                               | 76    |
| 12 de março de 1565     | Francesco Alciati                                                            | 76    |
| 12 de março de 1565     | Francesco Abundio Castiglioni                                                | 76    |
| 12 de março de 1565     | Guido Luca Ferraro                                                           | 76    |
| 12 de março de 1565     | Alessandro Crivelli                                                          | 76    |
| 12 de março de 1565     | Antoine de Créquy Canaples                                                   | 76    |
| 12 de março de 1565     | Giovanni Francesco Commendone                                                | 76    |
| 12 de março de 1565     | Benedetto Lomellini                                                          | 76    |
| 12 de março de 1565     | Guglielmo Sirleto                                                            | 76    |
| 12 de março de 1565     | Gabriele Paleotti                                                            | 76    |
| 12 de março de 1565     | Francesco Crasso                                                             | 76    |
| 13 de abril de 1565     | Morte do Cardeal Bernardo Navagero (60 anos)                                 | 75    |
| 29 de agosto de 1565    | Morte do Cardeal Alfonso Carafa (25 anos)                                    | 74    |
| 4 de setembro de 1565   | Morte do Cardeal Simone de Nigro Pasqua (72 anos)                            | 73    |
| 6 de outubro de 1565    | Morte do Cardeal Annibale Bozzuti (44 anos)                                  | 72    |
| 29 de outubro de 1565   | Morte do Cardeal Ranuccio Farnese (35 anos)                                  | 71    |
| 12 de novembro de 1565  | Morte do Cardeal Carlo Visconti (42 anos)                                    | 70    |
| 9 de dezembro de 1565   | Morte do Papa Pio IV (66 anos)                                               | 70    |
| 20 de dezembro de 1565  | Abertura do Conclave de 1565-1566                                            | 70    |
| 6 de janeiro de 1566    | Morte do Cardeal Francisco Gonzaga (27 anos)                                 | 69    |
| 7 de janeiro de 1566    | Eleição papal do Cardeal Antonio Michele Ghislieri, O.P. com o nome de Pio V | 68    |